# Allium spurium
Allium spurium är en amaryllisväxtart som beskrevs av George Don jr. Allium spurium ingår i släktet lökar, och familjen amaryllisväxter. Inga underarter finns listade i Catalogue of Life.